# Sportverein Meppen 1912 1989-1990
Questa voce raccoglie le informazioni riguardanti lo Sportverein Meppen 1912 nelle competizioni ufficiali della stagione 1989-1990.

## Stagione
Nella stagione 1989-1990 il Meppen, allenato da Rainer Persike, concluse il campionato di 2. Bundesliga al 11º posto. In Coppa di Germania il Meppen fu eliminato al primo turno dal Saarbrücken.

## Rosa
| N. |                        | Ruolo | Calciatore        |
| -- | ---------------------- | ----- | ----------------- |
|    | Germania (bandiera)    | P     | Norbert Brinker   |
|    | Germania (bandiera)    | P     | Hubert Koopmann   |
|    | Germania (bandiera)    | P     | Hermann Rülander  |
|    | Germania (bandiera)    | D     | Horst Bruns       |
|    | Stati Uniti (bandiera) | D     | Paul Caligiuri    |
|    | Germania (bandiera)    | D     | Bernd Deters      |
|    | Germania (bandiera)    | D     | Frank Faltin      |
|    | Germania (bandiera)    | D     | Eckhard Vorholt   |
|    | Germania (bandiera)    | C     | Torsten Abeln     |
|    | Germania (bandiera)    | C     | Thomas Böttche    |
|    | Germania (bandiera)    | C     | Bogdan Długajczyk |
|    | Germania (bandiera)    | C     | Gerd Heuermann    |

| N. |                     | Ruolo | Calciatore            |
| -- | ------------------- | ----- | --------------------- |
|    | Germania (bandiera) | C     | Frank Klobke          |
|    | Germania (bandiera) | C     | Jörg Kretzschmar      |
|    | Germania (bandiera) | C     | Helmut Rolfes         |
|    | Germania (bandiera) | C     | Werner Rusche         |
|    | Germania (bandiera) | C     | Manfred Schulte       |
|    | Germania (bandiera) | C     | Dietmar Sulmann       |
|    | Polonia (bandiera)  | A     | Leszek Kosowski       |
|    | Germania (bandiera) | A     | Josef Menke           |
|    | Germania (bandiera) | A     | Andreas Polenski      |
|    | Germania (bandiera) | A     | Robert Thoben         |
|    | Germania (bandiera) | A     | Martin van der Pütten |

## Organigramma societario
Area tecnica
- Allenatore: Rainer Persike
- Allenatore in seconda:
- Preparatore dei portieri:
- Preparatori atletici:

## Calciomercato

### Sessione estiva
| Acquisti | Acquisti          | Acquisti            | Acquisti |
| R.       | Nome              | da                  | Modalità |
| -------- | ----------------- | ------------------- | -------- |
| C        | Bogdan Długajczyk | Polonia Bytom       |          |
| C        | Jörg Kretzschmar  | Borussia M'gladbach |          |
| C        | Manfred Schulte   | Oldenburg           |          |

| Cessioni | Cessioni             | Cessioni          | Cessioni |
| R.       | Nome                 | a                 | Modalità |
| -------- | -------------------- | ----------------- | -------- |
| C        | Marko Myyry          | Lokeren           |          |
| C        | Reinhold Tattermusch | Kickers Stoccarda |          |

### Sessione invernale
| Acquisti | Acquisti | Acquisti | Acquisti |
| R.       | Nome     | da       | Modalità |
| -------- | -------- | -------- | -------- |

| Cessioni | Cessioni | Cessioni | Cessioni |
| R.       | Nome     | a        | Modalità |
| -------- | -------- | -------- | -------- |

## Risultati

### 2. Bundesliga

#### Girone di andata
| Arbitro: | Föckler |

|             |           |           |
| Wollitz 25’ | Marcatori | 84’ Menke |

| Arbitro: | Neuner |

|                                    |           |                      |
| van der Pütten 25’, 80’ Thoben 78’ | Marcatori | 34’ Helmig 88’ Röber |

| Arbitro: | Broska |

|                            |           |  |
| Holze 45’, 70’ Schmidt 54’ | Marcatori |  |

| Arbitro: | Correll |

|           |           |            |
| Menke 32’ | Marcatori | 38’ Zschau |

| Arbitro: | Rubel |

|                                      |           |  |
| Pförtner 31’ Knoll 45’, 88’ Fuhl 51’ | Marcatori |  |

| Arbitro: | Kraus |

|               |           |            |
| Heuermann 28’ | Marcatori | 90’ Kontny |

| Arbitro: | Osmers |

|                                   |           |  |
| Hamann 27’ Bolzek 49’ Rehbein 55’ | Marcatori |  |

| Meppen 9 settembre 1989, ore 15:00 CEST 8ª giornata | Meppen | 0 – 0 referto | Hertha Berlino | Hindenburgstadion (4 000 spett.)\| Arbitro: \| Aust \| |
| Arbitro:                                            | Aust   |               |                |                                                        |

| Arbitro: | Fux |

|                        |           |                    |
| Posipal 39’ Fleige 66’ | Marcatori | 50’ (aut.) Posipal |

| Arbitro: | Ronig |

|                                  |           |  |
| van der Pütten 1’ Menke 58’, 82’ | Marcatori |  |

| Arbitro: | Bruch |

|         |           |            |
| Veh 65’ | Marcatori | 11’ Rolfes |

| Arbitro: | Gochermann |

|  |           |             |
|  | Marcatori | 30’ Schüler |

| Duisburg 14 ottobre 1989, ore 15:00 CET 13ª giornata | Duisburg | 0 – 0 referto | Meppen | Wedaustadion (7 800 spett.)\| Arbitro: \| Löwer \| |
| Arbitro:                                             | Löwer    |               |        |                                                    |

| Arbitro: | Welz |

|                   |           |  |
| van der Pütten 1’ | Marcatori |  |

| Arbitro: | Schmidt |

|                                    |           |  |
| Schacht 36’ Anderbrügge 76’ (rig.) | Marcatori |  |

| Arbitro: | Krug |

|  |           |           |
|  | Marcatori | 67’ Drube |

| Arbitro: | Barnick |

|                                                  |           |                   |
| Thoben 22’ Vorholt 32’ (rig.) van der Pütten 83’ | Marcatori | 40’ (rig.) Wasner |

| Arbitro: | Blüthgen |

|           |           |             |
| Motzke 9’ | Marcatori | 58’ Sulmann |

| Meppen 18 novembre 1989, ore 15:00 CET 19ª giornata | Meppen  | 0 – 0 referto | Friburgo | Hindenburgstadion (4 000 spett.)\| Arbitro: \| Kentsch \| |
| Arbitro:                                            | Kentsch |               |          |                                                           |

#### Girone di ritorno
| Arbitro: | Dellwing |

|                                                 |           |           |
| Menke 18’ Vorholt 83’ (rig.) van der Pütten 90’ | Marcatori | 80’ Glöde |

| Arbitro: | Ronig |

|                |           |           |
| Regenbogen 51’ | Marcatori | 54’ Menke |

| Arbitro: | Schneider |

|                       |           |            |
| Thoben 55’ Faltin 86’ | Marcatori | 63’ Dreßel |

| Arbitro: | Fröhlich |

|           |           |                                    |
| Beyel 69’ | Marcatori | 15’ Thoben 18’, 68’ van der Pütten |

| Arbitro: | Kentsch |

|                             |           |  |
| van der Pütten 7’ Menke 85’ | Marcatori |  |

| Arbitro: | Malbranc |

|                         |           |  |
| Jankovic 54’ Kontny 71’ | Marcatori |  |

| Arbitro: | Wittke |

|                        |           |                          |
| Klobke 64’ Böttche 80’ | Marcatori | 20’ Pasul'ko 32’ Brandts |

| Arbitro: | Scheuerer |

|                                |           |  |
| Kruse 14’ Patzke 57’ Klaus 77’ | Marcatori |  |

| Arbitro: | Birlenbach |

|                                                         |           |           |
| van der Pütten 7’, 61’, 85’ (rig.) Menke 13’ Thoben 56’ | Marcatori | 27’ Gäher |

| Arbitro: | Blüthgen |

|                          |           |                                          |
| Lachmann 64’, 78’ Gu 90’ | Marcatori | 32’ Klobke 41’ van der Pütten 47’ Thoben |

| Arbitro: | Löwer |

|           |           |                |
| Bruns 26’ | Marcatori | 54’ von Aufseß |

| Arbitro: | Gangkofer |

|                                               |           |             |
| Schüler 6’ (rig.), 61’, 75’, 84’ Schwartz 72’ | Marcatori | 90’ Sulmann |

| Meppen 21 aprile 1990, ore 15:00 CEST 32ª giornata | Meppen   | 0 – 0 referto | Duisburg | Hindenburgstadion (4 000 spett.)\| Arbitro: \| Fröhlich \| |
| Arbitro:                                           | Fröhlich |               |          |                                                            |

| Arbitro: | Werner |

|             |           |  |
| Kuhlmey 36’ | Marcatori |  |

| Arbitro: | Welz |

|                        |           |                                       |
| Thoben 29’ Vorholt 77’ | Marcatori | 83’ (rig.) Anderbrügge 90’ Sendscheid |

| Arbitro: | Albrecht |

|          |           |           |
| Raab 45’ | Marcatori | 69’ Menke |

| Arbitro: | Correll |

|             |           |                                 |
| Reichel 78’ | Marcatori | 45’ Klobke 54’ Rusche 76’ Menke |

| Arbitro: | Bruch |

|            |           |            |
| Klobke 55’ | Marcatori | 60’ Motzke |

| Arbitro: | Amerell |

|                                                                     |           |            |
| van der Pütten 28’ (aut.) Janz 40’, 44’, 71’ Schulz 75’, 90’ (rig.) | Marcatori | 50’ Thoben |

### Coppa di Germania
| Arbitro: | Prengel |

|                                 |           |                    |
| Hach 69’ Yeboah 77’, 89’ (rig.) | Marcatori | 79’ van der Pütten |

## Statistiche

### Statistiche di squadra
| Competizione      | Punti | In casa | In casa | In casa | In casa | In casa | In casa | In trasferta | In trasferta | In trasferta | In trasferta | In trasferta | In trasferta | Totale | Totale | Totale | Totale | Totale | Totale | DR  |
| Competizione      | Punti | G       | V       | N       | P       | Gf      | Gs      | G            | V            | N            | P            | Gf           | Gs           | G      | V      | N      | P      | Gf     | Gs     | DR  |
| ----------------- | ----- | ------- | ------- | ------- | ------- | ------- | ------- | ------------ | ------------ | ------------ | ------------ | ------------ | ------------ | ------ | ------ | ------ | ------ | ------ | ------ | --- |
| 2. Bundesliga     | 36    | 19      | 8       | 9       | 2       | 30      | 16      | 19           | 2            | 7            | 10           | 17           | 41           | 38     | 10     | 16     | 12     | 47     | 57     | -10 |
| Coppa di Germania | -     | 0       | 0       | 0       | 0       | 0       | 0       | 1            | 0            | 0            | 1            | 1            | 3            | 1      | 0      | 0      | 1      | 1      | 3      | -2  |
| Totale            | 36    | 19      | 8       | 9       | 2       | 30      | 16      | 20           | 2            | 7            | 11           | 18           | 44           | 39     | 10     | 16     | 13     | 48     | 60     | -12 |

### Andamento in campionato
| Giornata  | 1 | 2 | 3  | 4  | 5  | 6  | 7  | 8  | 9  | 10 | 11 | 12 | 13 | 14 | 15 | 16 | 17 | 18 | 19 | 20 | 21 | 22 | 23 | 24 | 25 | 26 | 27 | 28 | 29 | 30 | 31 | 32 | 33 | 34 | 35 | 36 | 37 | 38 |
| --------- | - | - | -- | -- | -- | -- | -- | -- | -- | -- | -- | -- | -- | -- | -- | -- | -- | -- | -- | -- | -- | -- | -- | -- | -- | -- | -- | -- | -- | -- | -- | -- | -- | -- | -- | -- | -- | -- |
| Luogo     | T | C | T  | C  | T  | C  | T  | C  | T  | C  | T  | C  | T  | C  | T  | C  | C  | T  | C  | C  | T  | C  | T  | C  | T  | C  | T  | C  | T  | C  | T  | C  | T  | C  | T  | T  | C  | T  |
| Risultato | N | V | P  | N  | P  | N  | P  | N  | P  | V  | N  | P  | N  | V  | P  | P  | V  | N  | N  | V  | N  | V  | V  | V  | P  | N  | P  | V  | N  | N  | P  | N  | P  | N  | N  | V  | N  | P  |
| Posizione | 8 | 6 | 11 | 10 | 13 | 14 | 16 | 16 | 18 | 16 | 15 | 17 | 18 | 14 | 17 | 19 | 15 | 14 | 14 | 12 | 12 | 11 | 8  | 8  | 8  | 8  | 10 | 8  | 9  | 8  | 11 | 11 | 11 | 12 | 11 | 10 | 10 | 11 |

Legenda:

Luogo: C = Casa; T = Trasferta. Risultato: V = Vittoria; N = Pareggio; P = Sconfitta.

### Statistiche dei giocatori
| Giocatore         | 2. Bundesliga | 2. Bundesliga | 2. Bundesliga | 2. Bundesliga | Coppa di Germania | Coppa di Germania | Coppa di Germania | Coppa di Germania | Totale   | Totale | Totale      | Totale     |
| Giocatore         | Presenze      | Reti          | Ammonizioni   | Espulsioni    | Presenze          | Reti              | Ammonizioni       | Espulsioni        | Presenze | Reti   | Ammonizioni | Espulsioni |
| ----------------- | ------------- | ------------- | ------------- | ------------- | ----------------- | ----------------- | ----------------- | ----------------- | -------- | ------ | ----------- | ---------- |
| T. Abeln          | 5             | 0             | 0             | 0             | 0                 | 0                 | 0                 | 0                 | 5        | 0      | 0           | 0          |
| N. Brinker        | 0             | 0             | 0             | 0             | 0                 | 0                 | 0                 | 0                 | 0        | 0      | 0           | 0          |
| H. Bruns          | 16            | 1             | 2             | 0             | 0                 | 0                 | 0                 | 0                 | 16       | 1      | 2           | 0          |
| T. Böttche        | 34            | 1             | 6             | 0             | 1                 | 0                 | 1                 | 0                 | 35       | 1      | 7           | 0          |
| P. Caligiuri      | 0             | 0             | 0             | 0             | 0                 | 0                 | 0                 | 0                 | 0        | 0      | 0           | 0          |
| B. Deters         | 32            | 0             | 8             | 0             | 0                 | 0                 | 0                 | 0                 | 32       | 0      | 8           | 0          |
| B. Długajczyk     | 9             | 0             | 1             | 0             | 1                 | 0                 | 0                 | 0                 | 10       | 0      | 1           | 0          |
| F. Faltin         | 26            | 1             | 10            | 0             | 1                 | 0                 | 0                 | 0                 | 27       | 1      | 10          | 0          |
| G. Heuermann      | 25            | 1             | 6             | 0             | 1                 | 0                 | 0                 | 0                 | 26       | 1      | 6           | 0          |
| F. Klobke         | 34            | 4             | 6             | 0             | 1                 | 0                 | 1                 | 0                 | 35       | 4      | 7           | 0          |
| H. Koopmann       | 0             | 0             | 0             | 0             | 0                 | 0                 | 0                 | 0                 | 0        | 0      | 0           | 0          |
| L. Kosowski       | 1             | 0             | 0             | 0             | 0                 | 0                 | 0                 | 0                 | 1        | 0      | 0           | 0          |
| J. Kretzschmar    | 30            | 0             | 3             | 0             | 1                 | 0                 | 0                 | 1                 | 31       | 0      | 3           | 1          |
| J. Menke          | 34            | 10            | 0             | 0             | 1                 | 0                 | 0                 | 0                 | 35       | 10     | 0           | 0          |
| A. Polenski       | 6             | 0             | 0             | 0             | 1                 | 0                 | 0                 | 0                 | 7        | 0      | 0           | 0          |
| H. Rolfes         | 23            | 1             | 5             | 0             | 1                 | 0                 | 0                 | 0                 | 24       | 1      | 5           | 0          |
| W. Rusche         | 24            | 1             | 1             | 0             | 0                 | 0                 | 0                 | 0                 | 24       | 1      | 1           | 0          |
| H. Rülander       | 38            | 0             | 0             | 0             | 1                 | 0                 | 0                 | 0                 | 39       | 0      | 0           | 0          |
| M. Schulte        | 29            | 0             | 1             | 1             | 0                 | 0                 | 0                 | 0                 | 29       | 0      | 1           | 1          |
| D. Sulmann        | 20            | 2             | 1             | 0             | 1                 | 0                 | 0                 | 0                 | 21       | 2      | 1           | 0          |
| R. Thoben         | 36            | 8             | 5             | 1             | 0                 | 0                 | 0                 | 0                 | 36       | 8      | 5           | 1          |
| E. Vorholt        | 29            | 3             | 2             | 0             | 1                 | 0                 | 1                 | 1                 | 30       | 3      | 3           | 1          |
| M. van der Pütten | 38            | 13            | 3             | 0             | 1                 | 1                 | 0                 | 0                 | 39       | 14     | 3           | 0          |